# Palacio de los Jove Huergo
El complejo de la Trinidad, formado por el palacio de los Jove Huergo y la capilla anexa sitos en el municipio de Gijón (Asturias, España), fue construido en el siglo XVII.
El palacio lo constituyen dos edificios yuxtapuestos de planta rectangular divididos en tres plantas. En ambos cuerpos hay una simétrica distribución de huecos y los pisos se separan por una línea de impostas. Un escudo con las armas de Hevia, Miranda y Lavandera, situado en el eje central del edificio es el único elemento decorativo de la fachada. Adosada al palacio está la capilla, de planta de nave única, dividida en dos tramos. La fachada soporta una monumental portada barroca, estructurada por un hueco adintelado recorrido por pilastras molduradas. Sobre el dintel, un panel alberga el escudo de los Jove y se corona por un frontón semicircular con luneto que ilumina el coro.
La fachada se remata con una graciosa espadaña rematada por un frontón curvo. Tanto el frente del palacio como la capilla son de buena sillería.
El interior de la nave se cubre con bóveda de arista, y el presbiterio, con cúpula sobre pechinas decoradas con las figuras de los cuatro evangelistas. A ambos lados del presbiterio hay dos hornacinas de piedra rematadas con frontón partido.
La capilla de la Trinidad fue restaurada en 1963, y en 1989 todo el conjunto se rehabilitó como Museo Juan Barjola.